# Were you there
Were you there är en amerikansk spiritual. Den översattes till svenska 1977 av Sten-Sture Zettergren med inledningsorden "Var du med". I Herren Lever 1977 är koralsatsen skriven av Ingemar Braennstroem.

## Publicerad i
- Herren Lever 1977 som nummer 867 under rubriken "Kyrkans år - Passionstiden".[1]